# Pau Ginés i Sala
Pau Ginés i Sala (Barcelona, 25 de desembre de 1911- maig 1979)va ser un activista cultural que va dedicar la vida al coneixement de les llengües. Va arribar a conèixer i a saber traduir unes 30 llengües.
Com a defensor del català, va adquirir qualsevol publicació a la que tingués accés durant la prohibició de la postguerra. Interessat per les llengües minoritàries, va atesorar una biblioteca amb uns 5.000 títols sobre gairebé 86 llengües, algunes encara no identificades.
L'any 2003 la seva família va llegar la seva col·lecció a la Biblioteca de Catalunya, uns 600 volums, i a la Biblioteca de la Universitat de Barcelona, més de 2.000 títols. La tasca d'aquest humanista, en un període on la diversitat lingüística quedava molt lluny de les preocupacions dels catalans, va avançar-se al seu temps.
El Grup d'Estudi de Llengües Amenaçades va instituir, el 2010, el premi "Pau Ginés" per a «impulsar treballs de recerca de batxillerat sobre les llengües parlades a Catalunya».